# Баянов, Нур Галимович
Нур Гали́мович Бая́нов (тат. Нур Галим улы Баянов, Нур Баян) (28 мая 1905, дер. Аняково Актанышского района Татарстана — 23 апреля 1945, Австрия) — татарский поэт.

## Биография
Баянов Нур Галимович родился в семье бедного крестьянина.
В 1921 Нур Баян уезжает в Пермь, где устраивается на работу чернорабочим. В 1923 он приезжает в Казань для получения образования и поступает в Татаро-башкирскую военную школу. Тогда же он пробует себя в литературном творчестве и уже с 1925 года начинает публиковаться на страницах периодических изданий. В 1928 Баянов Нур уже работает литературным сотрудником в редакции газеты «Кызылармеец». В том же году выходят первые сборники его стихов «Девушки-жницы» и «Разрушенные окопы».
В 1929—1930 Нур Баян получает должность ответственного секретаря журнала «Колхоз яшьлэре», потом назначается редактором Челнинской районной газеты. Тогда же он пишет поэмы «Клеверные поля», «Дождливая ночь» и ряд стихотворений.
В 1932 Нур Баян возвращается в Казань. Там работает инструктором Организационного комитета Союза писателей ТАССР, старшим редактором в Татгосиздате. С 1938 его деятельность полностью посвящена литературе.
С началом Великой Отечественной войны Нур Баян уходит на фронт. В действующей армии он возглавляет партийную организацию полка. Он был редактором дивизионной газеты, заместителем командира по политической работе, продолжает заниматься литературным творчеством, создавая патриотические стихи.
Погиб в звании подполковника Советской Армии в боях за освобождение Австрии.

## Творчество
- Сборники стихов:
  - «Онытылмас яшьлек» («Незабываемая молодость») (1934 год)
  - «Ватан җыры» («Песня Родины») (1936 год)
  - «Туган авыл» («Родная деревня») (1941 год)
  - «Сайланма әсәрләр» («Избранные произведения») (1948 год)
  - «Шигырҗләр, поэмалар» («Стихи, поэмы») (1954 год)

## Награды
- Орден Отечественной войны I степени (13.12.1944)[1]
- Орден Красной Звезды (1943)[2]
- Медаль «За трудовую доблесть»

## Память
В память о Нуре Баяне названа небольшая улица в Казани (ранее называлась улицей Аккум Асты).
В Набережных Челнах так же имеется новый район с улицей имени Нур Баяна.
В Кукморе также имеется улица в его честь.

## Издания произведений
- Сайланма әсәрләр /Кереш сүз язучы Х.Хәйри. — Казан: Татгосиздат, 1948. — 200 б.: портр. б-н.
- Шигырьләр, поэмалар. — Казан: Татар. кит. нәшр., 1960. — 160 б.
- Шигырьләр, поэмалар /Кереш сүз язучы Х.Хәйри. — Казан: Татар. кит. нәшр., 1954. — 340 б.: портр. б-н.
- Алар сафта: Бөек Ватан сугышында һәлак булган татар совет язучыларының әсәрләре. — Казан: Татар. кит. нәшр., 1985. — 216 б.
- Нур Баян. — Б.16-18. Онтылмас яшьлек //Мирас. — 2004. — № 3. — Б.20—31.
- Яңгырлы төн //Мирас. — 2004. — № 5. — Б.24—27.
- Җимерелгән дворец янында //Мирас. — 2004. — № 2. — Б.29—35.
- Душа, спаленная войною…; Соловью; …Если пуль свинцовыми дождями…: Стихи /Пер. с татар.: М.Сафин //Аргамак. — 1995. — № 12. — С.191.